# Браїлівка (Лозівський район)
Браї́лівка — село в Україні, у Лозівській міській громаді Лозівського району Харківської області. Населення становить 209 осіб. До 2018 орган місцевого самоврядування — Краснопавлівська селищна рада.

## Географія
Село Браїлівка примикає до смт Краснопавлівка, по селу протікає пересихаючий струмок з загатами. Поруч проходять автомобільна дорога Т 2107 і залізниця, найближча станція Краснопавлівка.

## Історія
1928 - дата заснування.
12 червня 2020 року, відповідно до Розпорядження Кабінету Міністрів України  № 725-р «Про визначення адміністративних центрів та затвердження територій територіальних громад Харківської області», увійшло до складу Лозівської міської громади.
17 липня 2020 року, в результаті адміністративно-територіальної реформи та ліквідації колишнього Лозівського району (1923—2020), увійшло до складу новоутвореного Лозівського району Харківської області.

## Населення

### Мова
Розподіл населення за рідною мовою за даними :
| Мова       | Кількість | Відсоток |
| ---------- | --------- | -------- |
| українська | 190       | 90.91%   |
| російська  | 19        | 9.09%    |
| Усього     | 209       | 100%     |